# Trần Quang Trân
Trần Quang Trân (1900-1969) fue un pintor, artista lacador, dibujante e ilustrador vietnamita.
Fue uno de los primeros artistas en haber estudiado en la Universidad de Bellas Artes de Indochina (hoy Vietnam), y por ello fue uno de los pintores fundadores de la tradición pictórica vietnamita contemporánea.

## Biografía
A pesar de su papel determinante, ya que se le conoce como uno de los primeros en haberse interesado por la técnica de la laca y por haber aportado innovaciones notables en ésta, se conserva un número bastante limitado de obras suyas. Se trata de cuadros al óleo, acuarelas, aguadas, y carboncillos. Parece ser que hoy en día ya no existe ninguna de las lacas que lo hicieron famoso. Su cuadro más conocido, titulado El estanque de aguas centelleantes, era sin duda el primer cuadro de laca lijada realizado en Indochina, del cual el futuro maestro de la laca vietnamita Nguyen Gia Tri supuestamente se inspiró. Esta obra se perdió al principio de la Guerra de la Independencia de Indochina.
Procedente de la región de Hanoï, Tran Quang Tran empieza por estudiar comercio y trabaja para una empresa petrolífera de Hai Phong, así como para la fábrica de lámparas de Dap Cau. Es solamente a partir de 1927 y hasta 1932 que estudia bellas artes.
Como artista, se le conoce como el inventor de una técnica que se hizo famosa: la técnica del polvo de oro insertado entre las capas de laca, una técnica que permite obtener ilusiones de sombras y luces.
Tran Quang Tran cambió durante los años 1930 su nombre de artista. Firmó sus lienzos con los seudónimos de Ngym, primero, y de Nghi Am, después.
Pintó hasta los últimos años de su vida, y falleció en 1969.